# Afonso Dinis de Lisboa
Afonso Dinis de Lisboa (também mencionado como Alphonsus de Portugalia, Alphonsus de Hyspania ou Alfonso Dionisii de Ulixbona) foi um mestre na Universidade de Paris nas áreas da Medicina, Artes e Teologia. Para além desta atividade académica, destaca-se também o facto de ter sido um grande admirador e tradutor das obras de Averróis, médico de Afonso IV de Portugal, assim como de sua filha e esposa de Afonso XI de Castela, Maria de Portugal. Em 1346 o papa Clemente VI nomeia-o bispo da Guarda, sendo em 1347 nomeado bispo de Évora, Sé que ocupava no ano da sua morte, em 1352.

## Biografia
Pouco se sabe sobre a vida de Afonso Dinis de Lisboa antes de entrar na academia, tirando o facto de ser natural de Lisboa. A documentação revela é que terá sido filho ilegítimo, pois são feitos vários pedidos aos papas para a dispensa eclesiástica dessa condição, para poder aceder a cargos elevados na hierarquia, pedidos que só darão resultado no pontificado de Clemente VI. Por essas mesmas súplicas, também se sabe que desde a sua juventude teria um grande interesse pelas ciências.
O percurso académico desta figura na Universidade de Paris caracteriza-se pelos três ramos onde ingressa sucessivamente: artes, medicina e teologia, intercalando períodos em Portugal e Castela. O seu percurso académico começou em artes, seguindo para a medicina e terminando em teologia, tendo muito provavelmente ensinado temporariamente como mestre em todas elas. Depois de cada um desses três períodos, sabe-se da sua presença em Portugal e em Castela, traduzindo obras, exercendo a medicina e chegando a ocupar altos cargos eclesiásticos.
A partir de 1331, a documentação relativa à sua pessoa já é mais bem conhecida, devido a uma crise dentro da Universidade de Paris. Terá ingressado na Universidade a partir de 1327 e partilhava um quarto com outros dois colegas. Em Janeiro do mesmo ano, a pedido do rei de Portugal D. Afonos IV e de um Doutor da Faculdade de Medicina, o chanceler da Universidade, depois de ouvir alguns mestres, concede a licença prática e teórica em Medicina a Afonso Dinis, por ser considerado apto. Este processo causa o protesto de outros mestres de Medicina, por um lado contra o Chanceler, o Mestre Guilherme Bernardo de Narbona, pois consideram que este terá excedido os seus poderes, assim como contra Afonso Dinis – bacharelado em Medicina à época – por ir contra os estatutos da Universidade por ter atingido o grau de Mestre de maneira não idónea. Esta é uma querela – e a correspondente greve dos mestres – que dura mais de um ano, culminando com o apelo ao Papa João XXII, que em abril de 1332 confirma a licença de Afonso Dinis.
Em documentação papal do ano de 1332, é possível confirmar que Afonso Dinis já exercia como médico e secretário de D. Afonso IV. Noutros documentos é mencionado como médico da filha do dito rei, D. Maria de Portugal, esposa de Afonso XI de Castela. Tal documentação leva a crer que enquanto a contenda na Universidade de Paris estava a decorrer, Afonso Dinis já teria regressado à Península Ibérica. Em dois documentos da Chancelaria do rei Afonso IV,[a] datados de 1338,[b] é feita menção a Mestre Afonso, como físico do monarca à época. Nesses dois documentos são mencionados os seus saberes de medicina, cirurgia e boticária. Num deles é dada a conhecer a vontade do rei de que todos os praticantes da arte da medicina em Lisboa sejam avaliados por Mestre Afonso e Mestre Gonçalo, físicos do monarca.
O seu contacto com as obras de árabes – e subsequente tradução para latim – poderá ter-se dado durante a sua estadia em Castela, como médico de D. Maria, antes de esta ser repudiada pelo marido, Afonso XI de Castela. Terá sido durante esta sua estadia em Castela a partir de 1334 que, com a ajuda de um intérprete judeu que sabia a língua árabe, conseguiu realizar as traduções, mas não sabemos exatamente qual era o contributo do intérprete judeu e o de Afonso de Dinis para o texto final das traduções. É através deste processo terá traduzido de um opusculo de Averróis, com a ajuda de um judeu converso chamado Afonso. Afonso Dinis escreveu um “prefácio” onde mostra conhecer outras obras e traduções de Averróis sobre Aristóteles.
No que toca à vertente averroísta de Afonso de Dinis, é difícil dizer quando esta se começou a fazer notar. O fascínio que Afonso de Dinis tinha por Averróis não era da sua vertente intelectual e do pensamento, mas sim pela sua visão política e legislativa em que ele é elogiado.
Após a sua carreira como médico de Afonso IV e de sua filha, assim como secretário do primeiro, Afonso de Dinis regressa a Paris para estudar teologia, por volta de 1335. Numa bula de Clemente VI datada em 9 de Janeiro de 1346, Afonso Dinis de Lisboa é mencionado como Mestre de Teologia, assim como é nomeado bispo da Guarda. Para além disso, recebe a igreja paroquial de S. Tiago de Murça, a prebenda e o canonicato de Guarda e a prebenda da diocese de Lisboa. No ano seguinte é transferido para o bispado de Évora, onde governou até 1352, ano da sua morte e ano em que é nomeado o seu sucessor como bispo de Évora, D. João Afonso. Segundo o seu testamento deveriam ser instituídas capelas e aniversários na Igreja de S. Lourenço em Lisboa, onde foi sepultado.

## Obras
Não se conhece toda a sua obra. De algumas das suas possíveis obras conhecem-se apenas fragmentos ou citações; e em certos casos a atribuição de obras são puramente conjeturas, desconhecendo-se o respetivo texto. Para além das obras que são a seguir mencionadas, é possível que outras também tenham sido produzidas por Afonso  Dinis, todavia não chegaram até nós. De qualquer dos modos, é possível atribuir-lhe as seguintes obras:
- Lectura super quarta fen primi Canonis Avicennae: Em março de 1330, Afonso de Dinis, enquanto bacharel licenciado em Medicina, leciona em Paris o Canon de Avicena, comentando a secção IV do primeiro livro. Todavia, desconhece-se se terá escrito essas lições.[16]

- De Aegidii de Tebaldis translatione Ptolomaei Quadripartiti: Relatório de uma tradução latina de um comentário árabe de Ali ibn Ridwan à obra Opus quadripartitum de Cláudio Ptolomeu, redigido a pedido de Afonso IV. Sabe-se da sua existência através de um manuscrito num catálogo do príncipe Baldassare Boncompagni, todavia, esse manuscrito está desaparecido desde 1898.[17]

- Opusculum de astrologia de 1334: É também referido em um manuscrito datado do século XIX da biblioteca do Mosteiro de Sante Creus, mas dado como não localizado. Questiona-se se poderá tratar-se ou não da obra De Aegidii de Tebaldis translatione Ptolomaei Quadripartiti, ou De nativitate.[17]

- De nativitate: Texto traduzido do árabe com auxílio de um intérprete, datado de 1334 em Sevilha. Só se conhece a parte final do texto.[17]

- Tractatus Averoys «De separatione primi principii» vel Tractatus Averoys contra aliquos Avicennistas ad probandum primi necesse esse: Tradução de um opusculo de Averróis contra Avicena, realizada com o auxílio de um intérprete judeu, Afonso de Toledo. Nesta obra, Afonso Dinis escreveu pelo menos o prefácio e uma explicação entre as divergências das diferentes traduções da obra Física de Aristóteles, seguida de um elogio a Averróis (ver Accessus ad Averroem vel Laudatio Averrois). Não se conhece o texto árabe do opusculo Tractatus Averoys «De separatione primi principii» vel Tractatus Averoys contra aliquos Avicennistas ad probandum primi necesse esse. Todavia, Afonso de Dinis conclui que por outras menções feitas por Averróis a uma pequena obra sua que falava sobre “a separação do primeiro princípio” (primeiro princípio em que Deus subsiste por si mesmo, separado da matéria) contra os avicenistas se pode confirmar que este opusculo é essa mesmo texto. Ele mesmo informa que a tradução do árabe para latim teve o apoio de um judeu castelhano chamado Afonso, arabófono que também falava castelhano. A tradução, segundo o autor afirma, foi feita palavra a palavra e não pelo sentido, procurando assim dar aos leitores latinos um texto rigoroso, mesmo que sem elegância. Deve notar-se que, apesar de traduzido, não se conhecem em autores latinos quaisquer menções a esta obra filosófica. Para além disso, não se conhece qualquer outro opusculo de Averróis que também aborda este tema. Porém, é conhecido um opusculo que refuta esta filosofia de Averróis pelo filósofo judeu Moses ben Joseph al-Lawi.[18]Conhece-se apenas um manuscrito latino do século XIV na Bodleian sendo que, como foi dito atrás o original em árabe é desconhecido.[19]

- Accessus ad Averroem vel Laudatio Averrois: O Elogio de Averróis é o texto que Afonso Dinis inclui após a sua tradução do «De separatione primi principii», destinado a engrandecer a figura de Averróis como filósofo e indiretamente a justificar a tradução da obra. Foi escrito seguramente com ajuda do tradutor, pois é mencionado o facto de este ter lido nas Crónicas dos Sarracenos sobre a queda em desgraça, o exílio e a reabilitação de Averróis. No final da obra, é feita uma referência às Crónicas Árabes de modo a provar a inocência de Averróis sobre este ter assassinado Avicena, argumentando que não eram contemporâneos, nem compatriotas. Neste texto são também expostas várias informações biográficas sobre Averróis, de modo a contrariar algumas informações erróneas que circulavam.[20] Conhece-se apenas um manuscrito deste texto. É o único que se pode atribuir à própria autoria de Afonso Dinis, que vai identificando as suas próprias fontes;[21]

- Commentaria in magistrum Sententiarum: Pode tratar-se de uma obra perdida, ou de uma interpretação letiva dada por Afonso de Dinis quando este lecionava na Universidade de Paris na Faculdade de Teologia entre 1342 e 1345 que não terá sido passado a escrito. Todavia, conhecem-se citações a esta sua obra.[21]